# Fornazzo
Fornazzo (u Furnazzu in siciliano) è l'unica frazione del comune di Milo, nella Città metropolitana di Catania.

## Geografia fisica
Si trova a 800 metri d'altitudine, sulle pendici orientali dell'Etna. Fu costruita sulle lave del 1689.

## Storia
Il borgo nacque come insediamento di boscaioli e nel XIX secolo divenne un fiorente centro grazie al commercio della neve, la quale veniva trasferita in paese attraverso una teleferica, inaugurata nel 1924 e distrutta da un'eruzione nel 1928. Il borgo fu minacciato da tre diverse eruzioni dell'Etna; nel 1951, nel 1971 (dove fu riempito in parte il vallone Cavagrande, e sommerso l'alveo del torrente Cubania) e nel 1979. Quest'ultima si arrestò sulle pareti della cappella votiva al Sacro Cuore di Gesù, risparmiando il paese dalla lava il 3 agosto di quell'anno.

## Monumenti  e luoghi d'interesse

### Architetture religiose
- Chiesa del Sacro Cuore di Gesù
- Cappella del Sacro Cuore di Gesù

### Altro
Nella villa Comunale di Fornazzo si trova uno degli alberi più grandi della provincia di Catania, un bagolaro secolare. Mentre di fronte alla villa si trova il "Museo del Castagno dell'Etna" ispirato ai falegnami e alla lavorazione del legno di castagno, simbolo della comunità fornazzese. 

## Cultura

### Eventi
Dal 2013 durante i primi due fine settimana del mese di settembre, in piazza Sacro Cuore di Gesù, si svolge la Festa del fungo porcino dell'Etna, la seconda festa più importante per il paese dopo i festeggiamenti del santo patrono che avvengono ogni secondo weekend di luglio.

## Economia

### Turismo
Fornazzo è punto di partenza per escursioni sul versante orientale del vulcano attraverso la strada Mareneve che da qui conduce alle sciovie di Piano Provenzana.
Nel 1992 fu insignita del titolo di "Villaggio ideale d'Italia" dalla rivista Airone.

## Galleria d'immagini

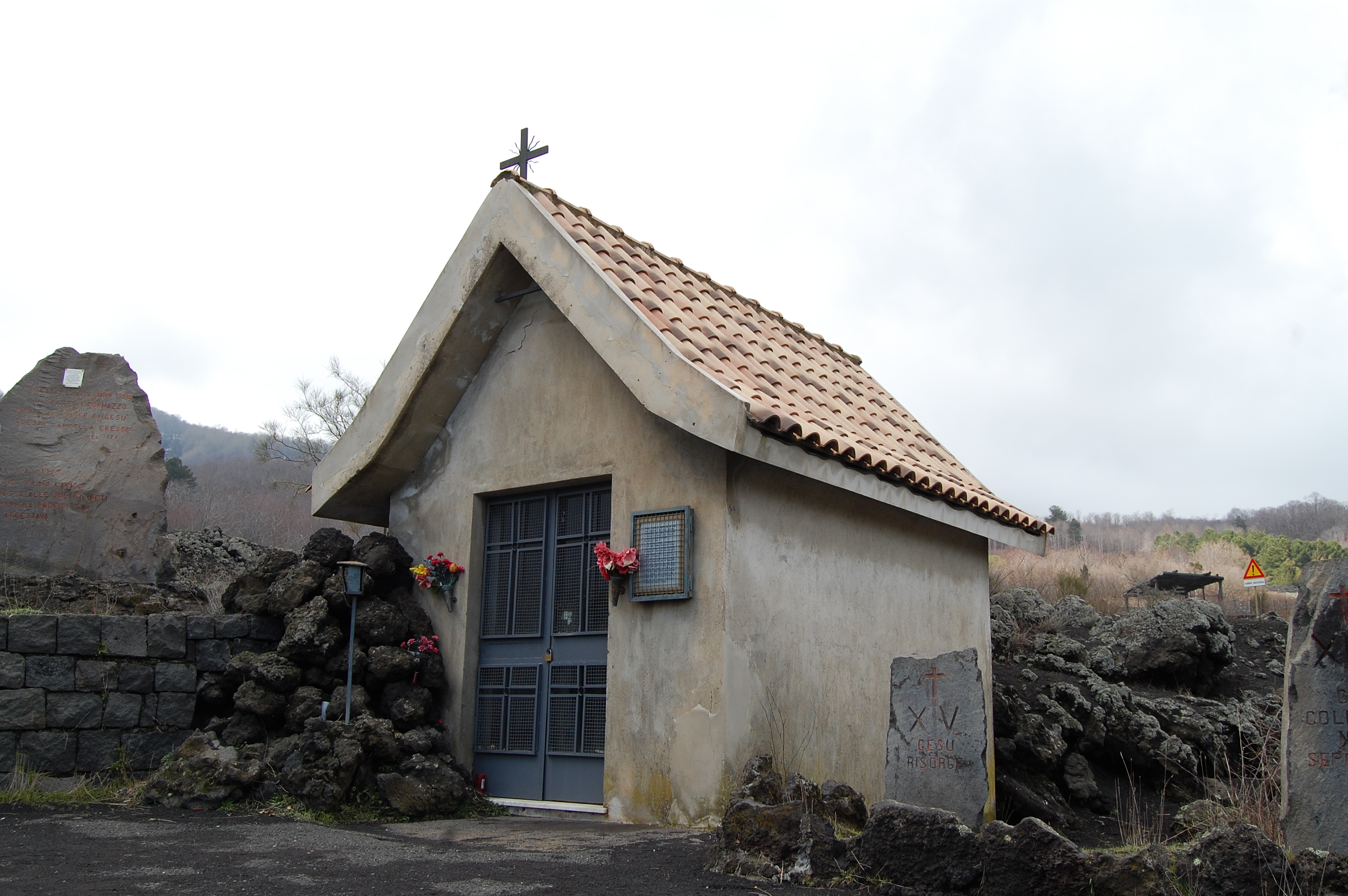
Cappella del Sacro Cuore di Gesù